# When Fate Decides
When Fate Decides er en amerikansk stumfilm fra 1919 af Harry Millarde.

## Medvirkende
- Madlaine Traverse som Vera Loudon
- William Conklin som Herbert Loudon
- Clyde Fillmore som Donald Cavendish
- Claire Du Brey som Alicia Carteret
- Henry Hebert som Harry Carteret